# Gillett (condado de Oconto, Wisconsin)
Gillett es un pueblo ubicado en el condado de Oconto en el estado estadounidense de Wisconsin. En el Censo de 2010 tenía una población de 1.043 habitantes y una densidad poblacional de 11,73 personas por km².

## Geografía
Gillett se encuentra ubicado en las coordenadas 44°53′52″N 88°18′29″O / 44.89778, -88.30806. Según la Oficina del Censo de los Estados Unidos, Gillett tiene una superficie total de 88.95 km², de la cual 86.74 km² corresponden a tierra firme y (2.48%) 2.21 km² es agua.

## Demografía
Según el censo de 2010, había 1.043 personas residiendo en Gillett. La densidad de población era de 11,73 hab./km². De los 1.043 habitantes, Gillett estaba compuesto por el 96.36% blancos, el 0% eran afroamericanos, el 1.25% eran amerindios, el 0% eran asiáticos, el 0.1% eran isleños del Pacífico, el 1.25% eran de otras razas y el 1.05% pertenecían a dos o más razas. Del total de la población el 1.44% eran hispanos o latinos de cualquier raza.